# Elektrický kontakt
Elektrický kontakt je místo dotyku dvou vodičů, jímž prochází elektrický proud.

## Přechodovýodporkontaktů
Protože žádná kontaktní plocha není absolutně rovná, dvě kontaktní plochy se dotýkají zlomkem své celkové plochy a elektrický proud tedy prochází jen určitými body. Tak vzniká první složka přechodového odporu kontaktů – úžinový jev.

Na povrchu každého materiálu (mimo zlata) se tvoří vrstvička oxidů, která má jiné vlastnosti než původní kov. V případě, že by byla vrstvička oxidů velmi tenká (např. jedno molekulová), mohl by jí elektrický proud pronikat tzv. tunelovým jevem a chování takové vrstvy by bylo velmi podobné chování čistého kovu. Reálně je ale vrstva oxidů mnohem větší a dochází tak ke vzniku druhé složky přechodového odporu kontaktů – odporu přechodových vrstev.

## Materiály na výrobu kontaktů

### Požadavky na kontaktové materiály
- odolnost proti erozi a působení el. oblouku
- velká tvrdost
- dobrá elektrická a tepelná vodivost
- malý přechodový odpor
- odolnost proti oxidaci

### Materiály
- čisté kovy: měď, nikl
- vysokotavitelné kovy: wolfram, molybden
- vzácné kovy: zlato, stříbro, platina a jejich slitiny s iridiem a palladiem
- spékané materiály: AgW, WAgNi, AgC, AgNi, WCuNi